# 870 Manto
870 Manto eller  1917 BX är en asteroid i huvudbältet, som upptäcktes 12 maj 1917 av den tyske astronomen Max Wolf i Heidelberg. Den är uppkallad efter Manto den grekiska mytologin.
Asteroiden har en diameter på ungefär 13 kilometer.